# 麥理浩復康院
麥理浩復康院（英語：MacLehose Medical Rehabilitation Centre）是一所香港公營復康醫院，位於香港香港島南區薄扶林沙灣沙灣徑7號，由醫院管理局管理，隸屬港島西聯網。

## 歷史

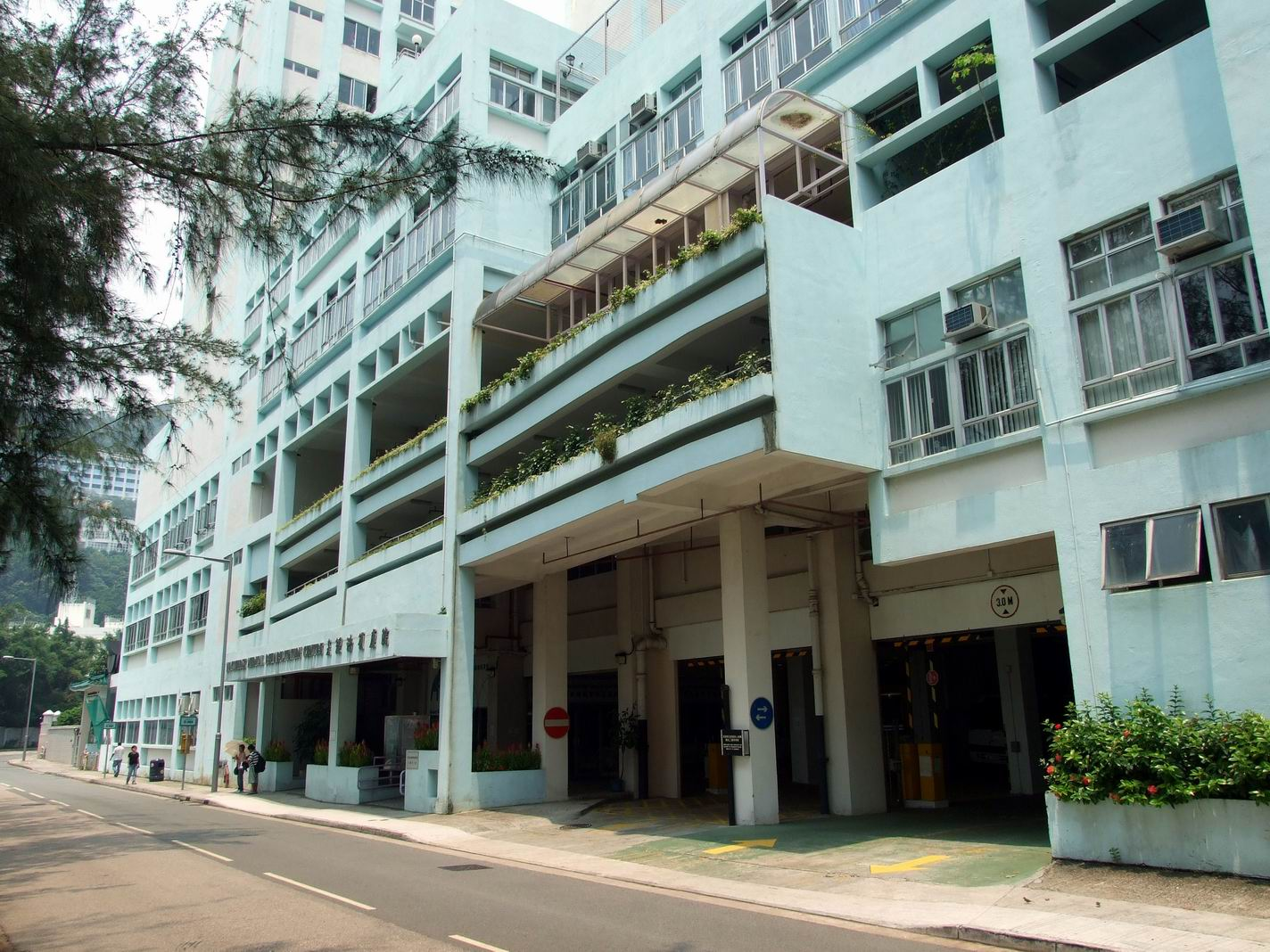
麥理浩復康院入口

麥理浩復康院由香港復康會成立、以第25任香港總督麥理浩命名，1984年12月7日正式啟用，現為一所專科醫院，專注為受傷或疾病而導致身體傷殘的病人服務，提供住院、長期護理、治療及康復服務。自1991年12月1日起由醫院管理局接管。由2001年2月5日開始麥理浩復康院和根德公爵夫人兒童醫院及東華三院馮堯敬醫院合併。

## 服務
- 復康醫療
- 復康護理
- 物理治療
- 職業治療：職業治療部每年都為香港理工大學的職業治療學生提供臨床教學。
- 義肢矯形：於1985年成立，為麥理浩復康院及其他港島醫院提供義肢及矯形服務。
- 醫務社會工作
- 臨床心理學
- 言語治療

## 外部連結
- 麥理浩復康院 （页面存档备份，存于）